# تاتسويا أوتشيدا
تاتسويا أوتشيدا (باليابانية: 内田 達也) (مواليد 8 فبراير 1992)، هو لاعب كرة قدم ياباني سابق كان يلعب كلاعب وسط.

## وصلات خارجية
- تاتسويا أوتشيدا على موقع الاتحاد الدولي (مؤرشف)  (الإنجليزية)
- تاتسويا أوتشيدا على موقع رابطة كرة القدم اليابانية للمحترفين (اليابانية)
- تاتسويا أوتشيدا على موقع قاعدة بيانات كرة القدم.إي يو (الإنجليزية)
- تاتسويا أوتشيدا على موقع Soccerway.com (الإنجليزية)
- تاتسويا أوتشيدا على موقع عالم كرة القدم.نت (الإنجليزية)
- تاتسويا أوتشيدا على موقع كووورة